# Lijst van beelden in Heiloo
Dit is een (onvolledige) chronologische lijst van beelden in Heiloo. Onder een beeld wordt hier verstaan elk driedimensionaal kunstwerk in de openbare ruimte van de Nederlandse gemeente Heiloo, waarbij beeld wordt gebruikt als verzamelbegrip voor sculpturen, standbeelden, installaties, gedenktekens en overige beeldhouwwerken.
| Geplaatst           | Omschrijving          | Kunstenaar       | Straat                                                                                   | Plaats | Materiaal | Afbeelding |
| ------------------- | --------------------- | ---------------- | ---------------------------------------------------------------------------------------- | ------ | --------- | ---------- |
| ± 1710              | Hercules              | Gaspar Swent     | Nijenburg, Kennemerstraatweg                                                             | Heiloo | Zandsteen |            |
| 1858 (vermoedelijk) | St. Willibrord        | onbekend         | Westerweg (St. Willibrorduskerk)                                                         | Heiloo |           |            |
| 1935                | St. Willibrord        | Pieter Biesiot   | Runxputteweg                                                                             | Heiloo | zandsteen |            |
| 1951                | Postbode              | Katinka van Rood | Heerenweg 73 (voorm. Postkantoor)                                                        | Heiloo |           |            |
| 1973, 4 mei         | De Man van Vught      | Willem Reijers   | Maas Geesteranusweg / Frederica's Hof                                                    | Heiloo | brons     |            |
| 1977                | Naar 't Loo           | Tineke Bot       | Heerenweg                                                                                | Heiloo | brons     |            |
| 1978                | Muze                  | Tineke Bot       | Heerenweg                                                                                | Heiloo | brons     |            |
| 1990                | Een mens op een stoel | Ronald Tolman    | Raadhuisplein                                                                            | Heiloo | brons     |            |
|                     | Pandor                | Tineke Bot       | Willibrordusweg (het huidig beeld is een replica van eenzelfde beeld dat werd ontvreemd) | Heiloo | brons     |            |
|                     | Bloemenkoopman        | Heleen Levano    | Willibrordusweg                                                                          | Heiloo | brons     |            |
|                     | Vrouw met vogels      | Bert Jonk        |                                                                                          | Heiloo |           |            |
|                     | Op Reis               | Ank de Jongh     | Westerweg/Stationsweg (het beeld stond eerder op de hoek Stationsweg/Heerenweg)          | Heiloo | brons     |            |
|                     | Nereus op Zeepaard    | Nic Jonk         | Sluijsweydt                                                                              | Heiloo |           |            |
|                     | Samen                 | John Bier        |                                                                                          | Heiloo |           |            |
|                     | Oorlogsmonument       |                  | Hoek Kennemerstraatweg-Dokterslaan                                                       | Heiloo |           |            |